# وفاداران امپراتوری متحد

پرچم وفاداران امپراتوری متحد، که شبیه پرچم بریتانیا است اما پهن‌تر است.

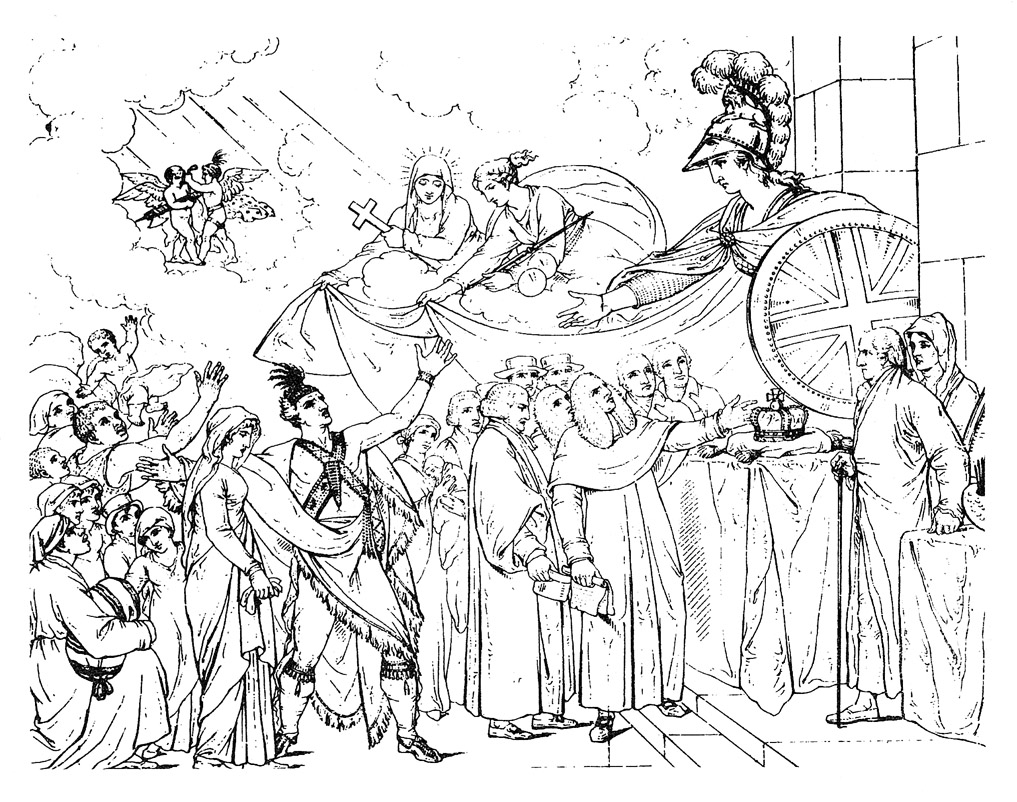
پذیرش وفاداران آمریکایی توسط بریتانیای کبیر در سال ۱۷۸۳. این حکاکی وفاداران را به تصویر می کشد که پس از اخراج از ایالات متحده از بریتانیا درخواست کمک می‌کنند

وفاداران امپراتوری متحد (یا به اختصار وفاداران) افتخاری است که اولین بار توسط لرد دورچستر فرماندار کبک و فرماندار کل کانادا به وفاداران آمریکایی که پس از انقلاب آمریکا در آمریکای شمالی بریتانیا ساکن شدند.   در آن زمان، نام اهلیت کانادا برای اشاره به مردم بومی اقوام اولیه کانادا و مهاجران فرانسوی ساکن استان کبک گفته می‌شد.
آنها عمدتا در نوا اسکوشیا و استان کبک ساکن شدند. هجوم شهرک نشینان وفادار منجر به ایجاد چندین مستعمره جدید شد. در سال ۱۷۸۴، نیوبرانزویک پس از اسکان مجدد وفاداران در اطراف خلیج فاندی از مستعمره نوا اسکوشیا جدا شد. هجوم پناهندگان وفادار همچنین منجر به تقسیم استان کبک به کانادای تحتانی (کبک فعلی) و کانادای علیا ( انتاریو کنونی) در ۱۷۹۱ شد. سلطنت به آنها یک زمین مساعدت داد. یک قطعه شامل ۲۰۰ جریب فرنگی (۸۱ هکتار) هر نفر برای تشویق اسکان مجدد خود، زیرا دولت می خواست مرزهای بالای کانادا را توسعه دهد. اسکان مجدد جمعیت بسیاری از انگلیسی زبانان را به جمعیت کانادا افزود. این آغاز موج های جدیدی از مهاجرت بود که باعث ایجاد جمعیتی عمدتا انگلیسی زبان در کانادا در غرب و شرق مرز مدرن کبک شد.

## تاریخ

### انقلاب امریکایی

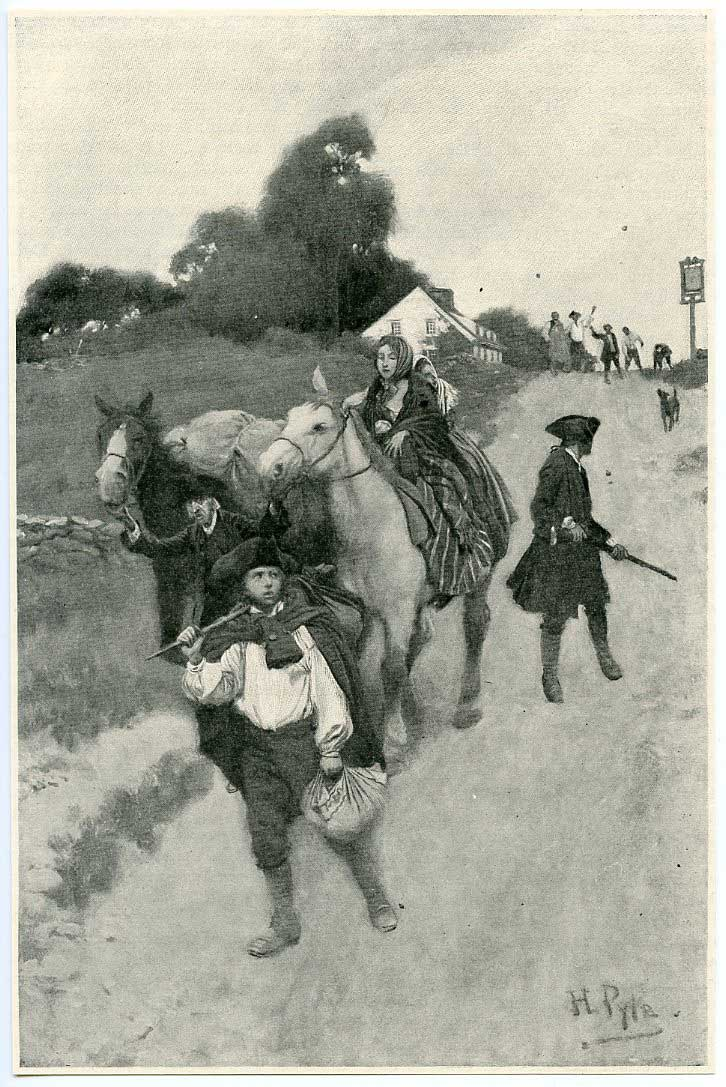
طرج‌واره‌ای از پناهندگان وفادار مخالف انقلاب آمریکا در راه خود به کانادا.

پس از پایان جنگ انقلابی آمریکا و امضای پیمان پاریس در سال ۱۷۸۳، هم سربازان و غیرنظامیان وفادار از شهر نیویورک تخلیه شدند که بیشتر آنها به سمت کانادا حرکت می‌کردند. بسیاری از وفاداران قبلاً به کانادا مهاجرت کرده بودند ، به ویژه از نیویورک و شمال نیو انگلند، جایی که خشونت علیه آنها در طول جنگ افزایش یافته بود.
سرزمینهای اختصاص داده شده توسط سلطنت در کانادا گاهی بر اساس آن گروهی از افراد وفادار به جنگ اختصاص داده شده بود. این اسکان مجدد وفادار برای توسعه انتاریو کنونی بسیار مهم بود و حدود ۱۰۰۰۰ پناهنده به کبک (از جمله شهرک‌های شرقی و انتاریو امروزی) رفتند. اما نوا اسکوشیا (از جمله نیوبرانزویک امروزی) سه برابر این تعداد را دریافت کرد: حدود ۳۵ تا ۴۰ هزار پناهنده وفادار.
تعداد ناشناخته اما قابل توجهی از افراد باقی نماندند. آنها سرانجام به ایالات متحده بازگشتند. با وفاداری برخی خانواده‌ها در طول سال‌های جنگ، بسیاری از وفاداران در کانادا همچنان روابط نزدیک خود را با بستگان خود در ایالات متحده حفظ کردند. آنها تجارت را در آنسوی مرز با توجه به قوانین تجاری انگلیس انجام می‌دادند. در دهه ۱۷۹۰، پیشنهاد زمین و مالیات‌های پایین، که یک چهارم آن در آمریکا بود، برای وفاداری از جانشین فرماندار سیمکو، منجر به ورود ۳۰۰۰۰ آمریکایی شد که اغلب از آنها بعنوان وفاداران دیر یاد می‌شود. با شروع جنگ ۱۸۱۲، از ۱۱۰۰۰۰ ساکن کانادای علیا، ۲۰۰۰۰ وفادار اولیه، ۶۰۰۰۰ مهاجران بعدی آمریکایی و فرزندان آنها و ۳۰۰۰۰ مهاجران از انگلستان، نوادگان آنها یا از شاهزاده قدیمی کبک بودند. ورود بعدی بسیاری از ساکنان کانادای علیا نشان می‌دهد که زمین دلیل اصلی مهاجرت بوده است.

### اسکان مجدد

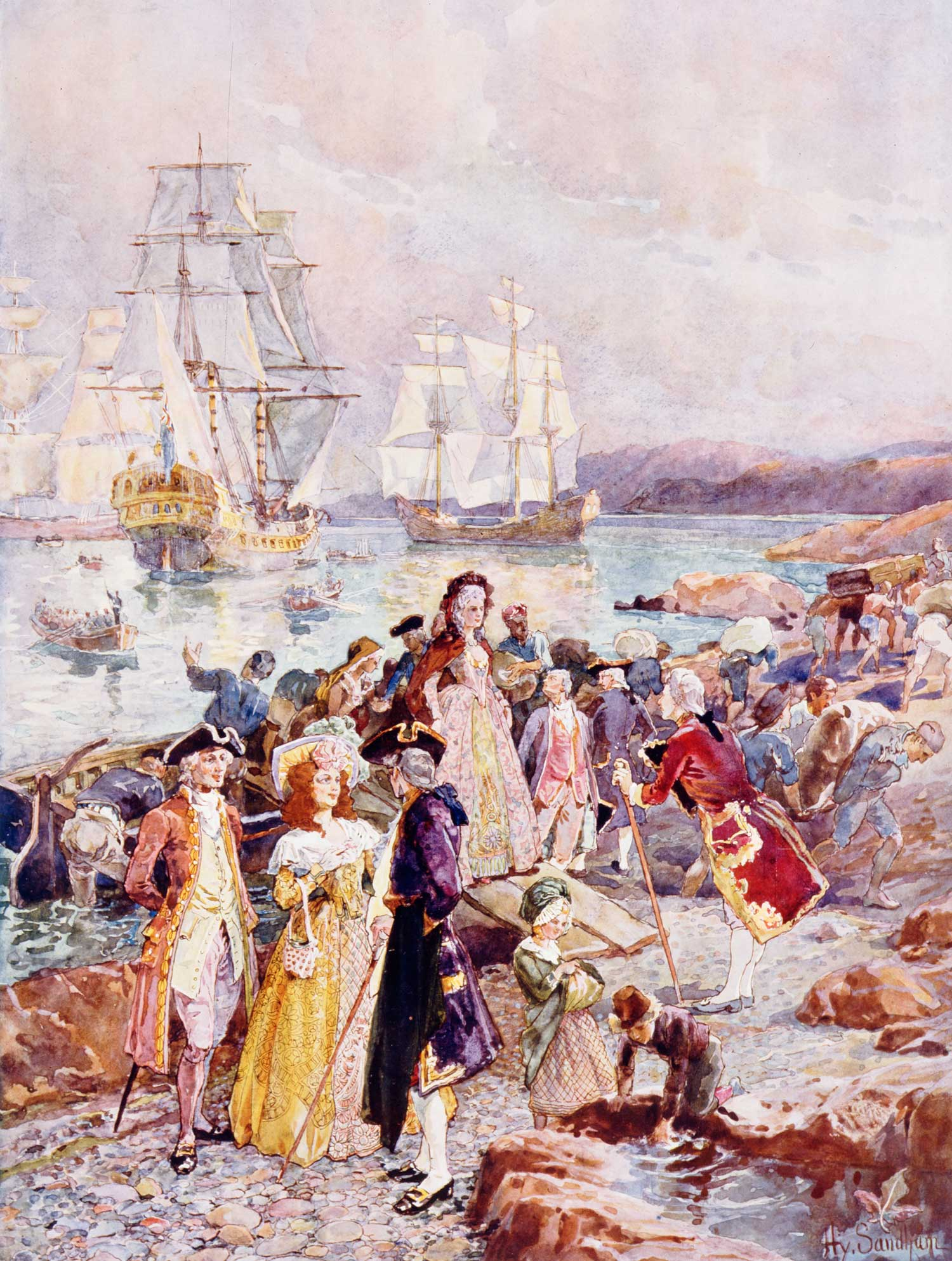
آمدن وفاداران توسط هنری ساندام، نمای عاشقانه ای از ورود وفاداران به نیوبرانزویک را نشان می دهد.

ورود وفاداران پس از جنگ انقلابی منجر به تقسیم کانادا به استانهای کانادای بالایی (که در حال حاضر جنوب انتاریو است) و کانادای سفلی (جنوب کبک امروزی) شد. آنها وارد شدند و تا حد زیادی در گروه ها از نظر قومیت و مذهب مستقر شدند. بسیاری از سربازان با دیگر هنگ هایی که در آنها خدمت کرده بودند ، مستقر شدند. شهرک نشینان از هر طبقه اجتماعی و هر سیزده مستعمره برخلاف انچه که  آنها در نقاشی سندم، مهاجران از مهاجران طبقه بالا با لباس خوب بودند تصویر شده، آمده بودند.

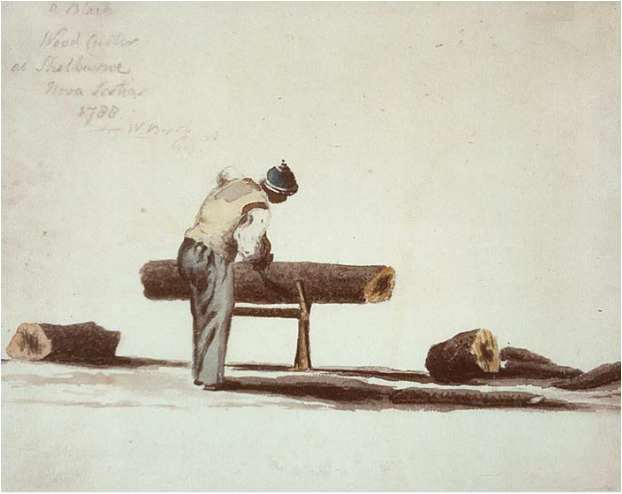
چوب بری وفادار سیاه پوست در شلبورن، نو اسکوشیا، در ۱۷۸۸.

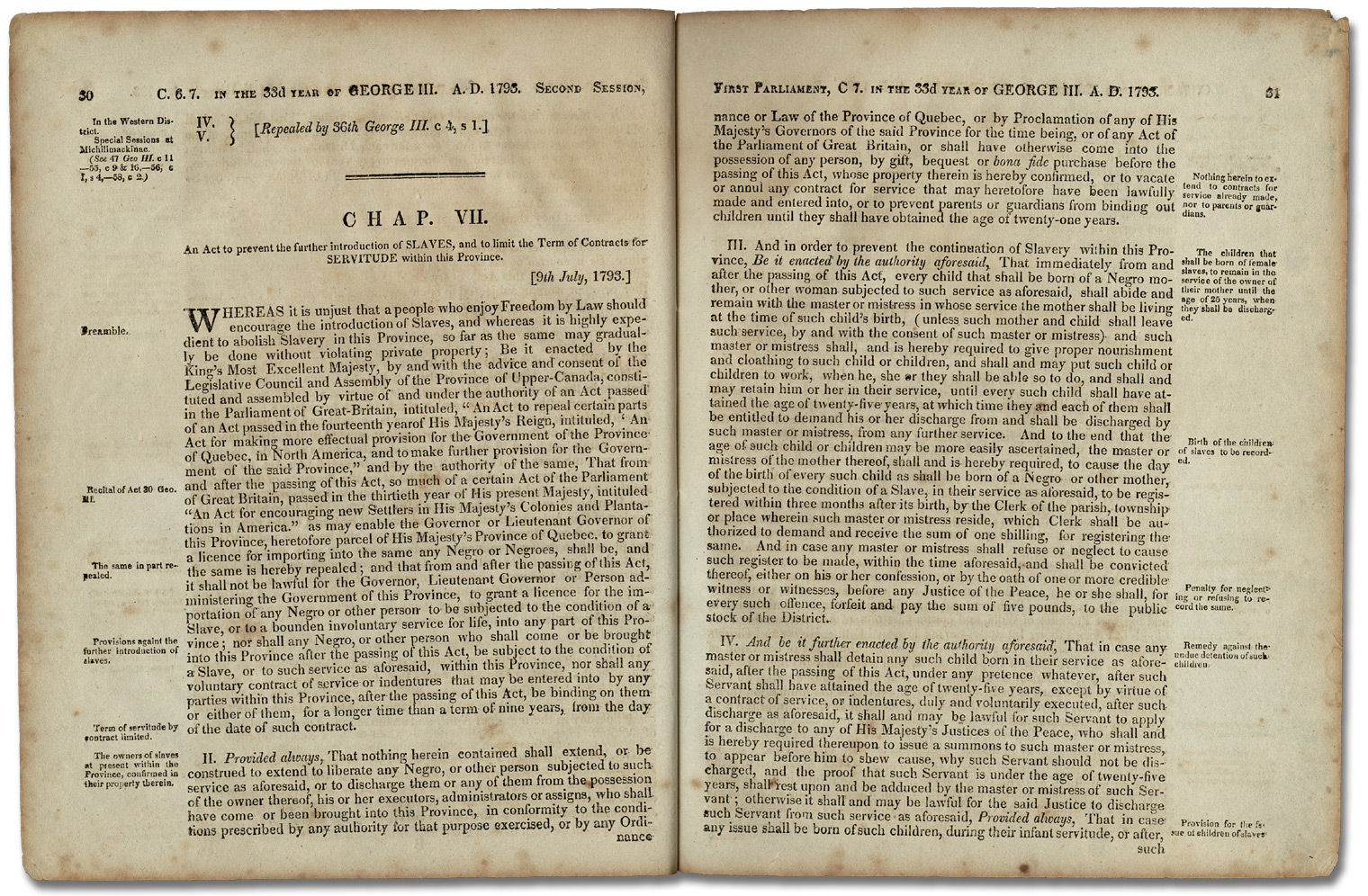
قانون علیه برده داری ، ۱۷۹۳، یک قانون ضد برده داری در قسمت بالای کانادا تصویب شد. این قانون تا حدی در پاسخ به پناهندگان وفاداری بود که بردگان را با خود آورده بودند ایجاد شد.

### جنگ ۱۸۱۲

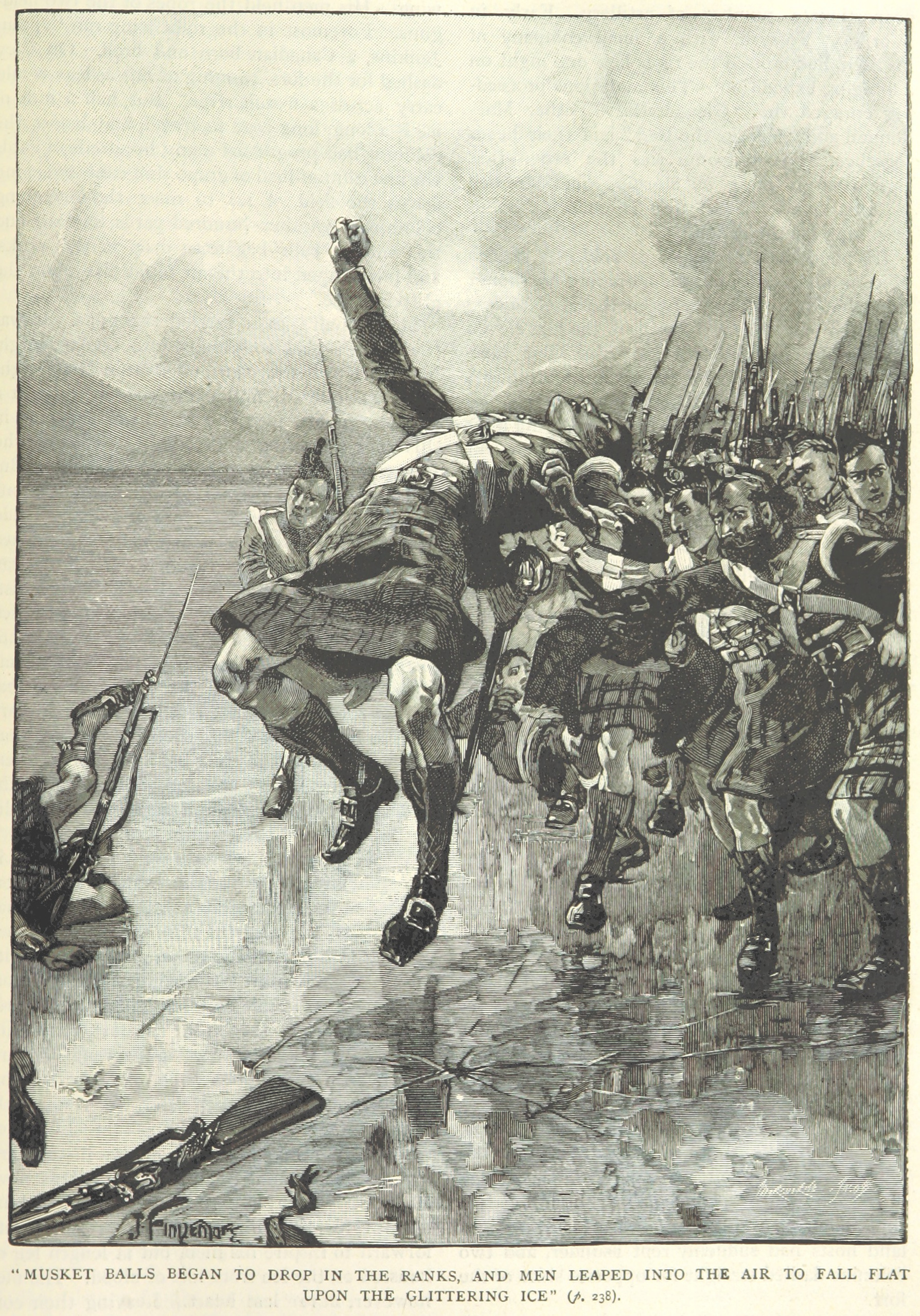
طرحی از حمله پیاده نظام سبک گلنگری در طول رودخانه یخ زده در طول نبرد اوگدنسبورگ. عضویت واحد در شهرک های به وفادار و ساکنان انگلیسی محدود می شد.

از سال ۱۸۱۲ تا ۱۸۱۵، ایالات متحده و انگلستان درگیر جنگی شدند که به جنگ ۱۸۱۲ معروف است. در ۱۸ ژوئن ۱۸۱۲، رئیس جمهور ایالات متحده، جیمز مدیسون، در پی فشارهای شدید از سوی شاهین‌های جنگ‌طلب در کنگره ، اعلام جنگ را امضا کرد.
تا سال ۱۸۱۲، کانادای علیا عمدتا توسط وفاداران دوران انقلاب از ایالات متحده (وفاداران امپراتوری متحده) و مهاجران آمریکایی و انگلیسی پس از جنگ مستقر شده بود. کانادایی ها دارای جمعیت کمی بودند و ارتش انگلیس و واحدهای غیر متحرک شبه نظامیان کانادایی از آنها دفاع می شد. رهبران آمریکایی تصور می کردند که کانادا می تواند به راحتی تحت سلطه قرار گیرد، حتی توماس جفرسون، رئیس جمهور سابق، خوش بینانه فتح احتمالی کانادا را "مسئله راهپیمایی" توصیف کرد.  بسیاری از آمریکاییان وفادار پس از جنگ انقلاب به کانادای عالی مهاجرت کرده بودند. با این حال ، تعداد قابل توجهی از مهاجران غیر وفادار آمریکایی نیز در این منطقه به دلیل ارائه کمک های زمینی به مهاجران وجود داشتند. آمریکایی ها تصور می کردند که جمعیت اخیر طرفدار آمریکا هستند، اما آنها چنین نکردند. اگرچه جمعیت بالای کانادا شامل شهرک نشینان اخیر ایالات متحده بود که هیچ گونه وفاداری آشکاری به تاج سلطنت نداشتند، نیروهای آمریکایی در جنگ ۱۸۱۲ با مخالفت شدید شهرک نشینان مواجه شدند.
تعدادی از وفاداران به عنوان صندوقدار، همیشگی استان، در نیروی دریایی استان یا با شبه نظامیان کم تحرک خدمت می کردند. با دفاع موفقیت آمیز مستعمرات کانادا در مقابل حمله آمریکا، جنگ ۱۸۱۲ توسط وفاداران به عنوان یک پیروزی تلقی می شود. پس از جنگ، دولت انگلیس به نیوبرانزویک منتقل شد و حدود ۴۰۰ نفر از ۳۰۰۰ برده سابق ایالات متحده را که در طول و پس از جنگ آزاد کردند، مستقر کرد. به برده‌ها وعده شده‌بود که اگر آنها برده داران پاتریوت را ترک کرده و با انگلیسی ها بجنگند، به آزادی وعده داده بود. آفریقایی آمریکایی های برده دار با عبور از خطوط بریتانیایی برای دستیابی به آزادی، خطر قابل توجهی را تهدید کردند.

### در حال حاضر
در حالی که احترام "متحده امپراتوری تزاری" است بخشی از احترام رسمی در سیستم افتخارات کانادا نیست، فرزندان امروزی وفادار پناهندگان ممکن است آن را به کار، گاهی اوقات با استفاده از "UE" را به عنوان نامه پس از اسم استفاده می‌کنند. با این حال ، این روش امروزه حتی در دژهای اصلی وفاداران مانند جنوب شرقی انتاریو غیر معمول است. مورخان و شجره شناسان از آن به عنوان اختصار برای شناسایی نسب خانواده های خاص استفاده می کنند.

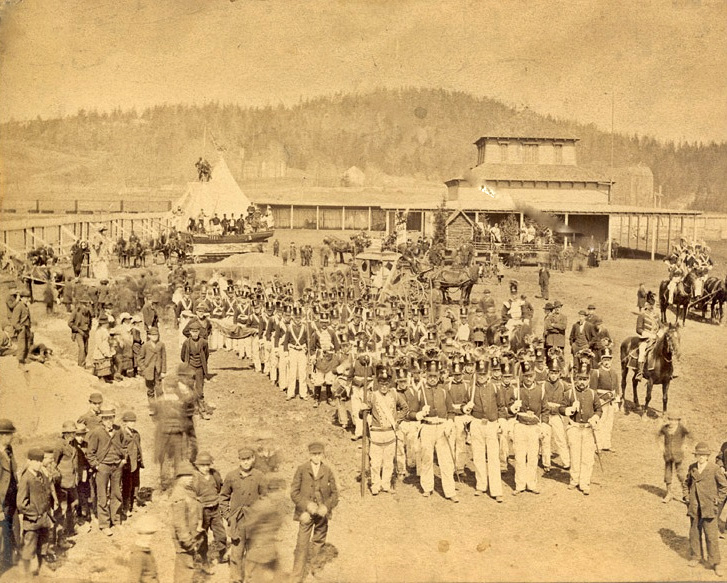
گردهمایی برای رژه صدسالگی وفاداران در سنت جان ، نیوبرانزویک ، در سال ۱۸۸۳.

تأثیر وفاداران بر تکامل کانادا آشکار است. روابط آنها با انگلیس و ضدیت با ایالات متحده قدرت لازم را برای مستقل و متمایز نگه داشتن کانادا در آمریکای شمالی فراهم کرد. بی اعتمادی اولیه وفاداران به جمهوری خواهی و " حکومت اوباش " بر مسیر تدریجی و "کاغذی" کانادا برای استقلال تأثیر گذاشت. استانهای جدید بریتانیا در آمریکای شمالی، کانادای فوقانی (پیشین انتاریو) و نیوبرانزویک به عنوان پناهگاه وفاداران امپراتوری متحده ایجاد شدند. شعارهای دو استان نشان دهنده این تاریخ است: انتاریو ، که بر روی نشان آن نیز یافت می شود ، Ut incepit fidelis sic permanet ("او وفادار بود ، وفادار می ماند") است. نیوبرانزویک ، Spem Reduxit ("امید احیا شد").
کلمه "وفادار" اغلب در نام های مدرسه ، خیابان و مشاغل در جوامعی که در آن وفادار هستند مانند بلویل ، انتاریو آمده است . شهر نزدیک کینگستون، که به عنوان دژ وفادار شناخته شده بود، به افتخار پادشاه جورج سوم نامگذاری شد. و در حومه آن شهرستان است شهرستان به سادگی به نام " وفادار" خوانده می‌شود.
در ۱ جولای۱۹۳۴، رویال میل کانادا "وفاداران امپراتوری متحد ، ۱۷۷۶-۱۷۸۴" را که توسط رابرت بروس مک کراکن بر اساس مجسمه سیدنی مارچ بر اساس مجسمه وفاداران متحد امپراتوری طراحی شده بود، صادر کرد. تمبرهای ۱۰ سنتی درصدی ۱۱ سوراخ شدند و توسط شرکت یادداشت بانک آمریکایی بریتانیایی چاپ شده است.
در سال ۱۹۹۶، سیاستمداران کانادایی پیتر میلیکن (از نوادگان وفاداران آمریکایی) و جان گادفری از لایحه گادفری - میلیکن حمایت کردند، که به فرزندان وفادار اجازه می داد تا اموال اجدادی در ایالات متحده را که در جریان انقلاب آمریکا مصادره شده بود را، پس بگیرند. این لایحه که به تصویب مجلس عوام نرسید ، عمدتاً به عنوان پاسخی طنزآمیز به قانون هلمز -برتون آمریکایی معاصر بود.

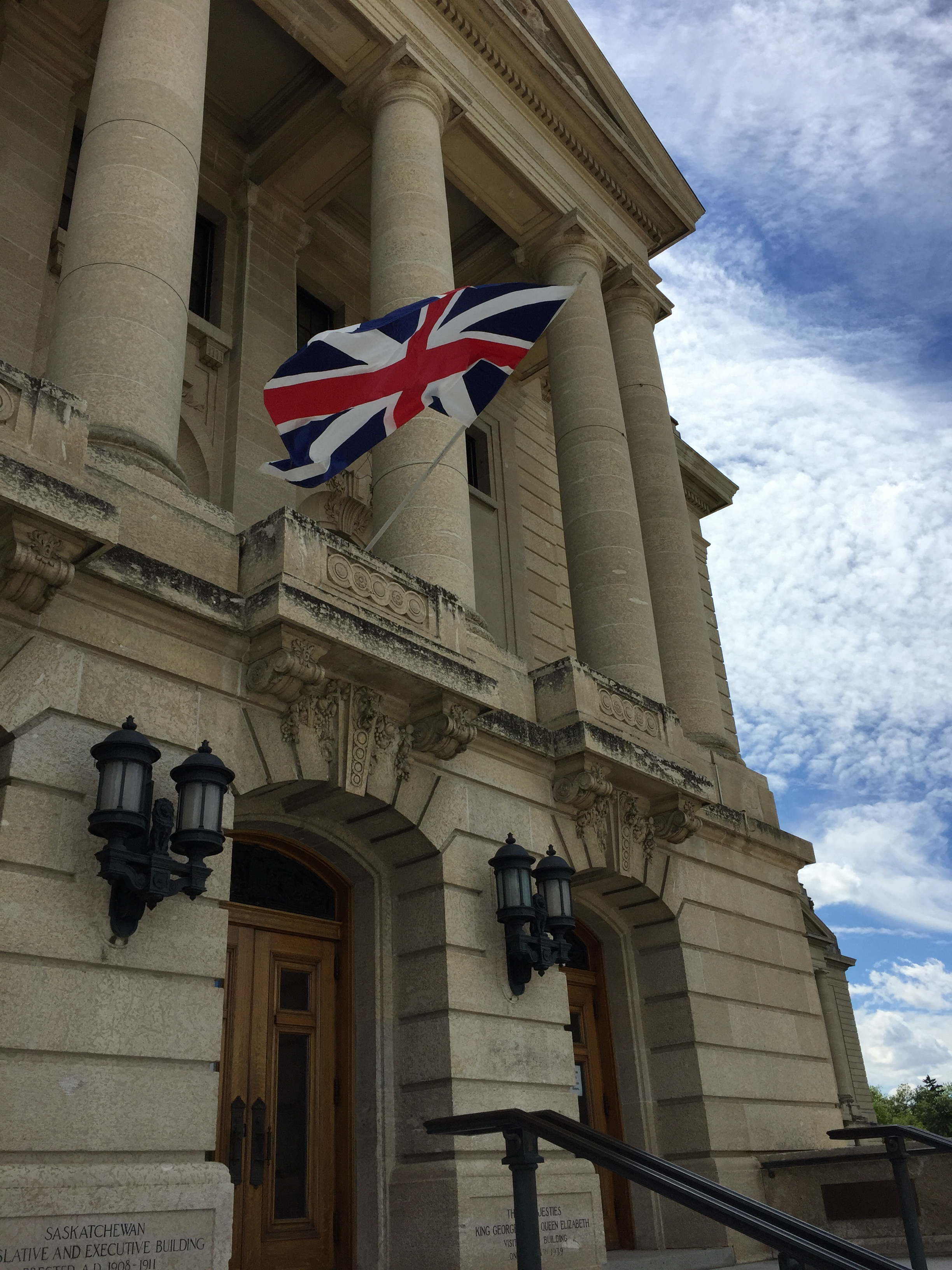
پرچم وفادار در روز قانون UEL در ساختمان قانونگذاری ساسکاچوان به اهتزاز در می آید

در سال ۱۹۹۷، مجلس قانونگذاری انتاریو لایحه ای را تصویب کرد که ۱۹ ژوئن را "روز وفادار امپراتوری متحد" در انتاریو اعلام کرد. روز وفادار امپراتوری متحد نیز در همان روز در ساسکاچوان، در ۱۸ می در نیوبرانزویک و در ۲۲ ژوئیه در بریتیش کلمبیا جشن گرفته می شود.

## حافظه و تاریخ نگاری
وفاداران به تاریخ خود توجه کردند تا تصویری ایده آل و تحریف شده از خود ایجاد کنند که در آن افتخار بزرگی می کردند. در سال ۱۸۹۸، هنری کوین تصویری درخشان ارائه داد:

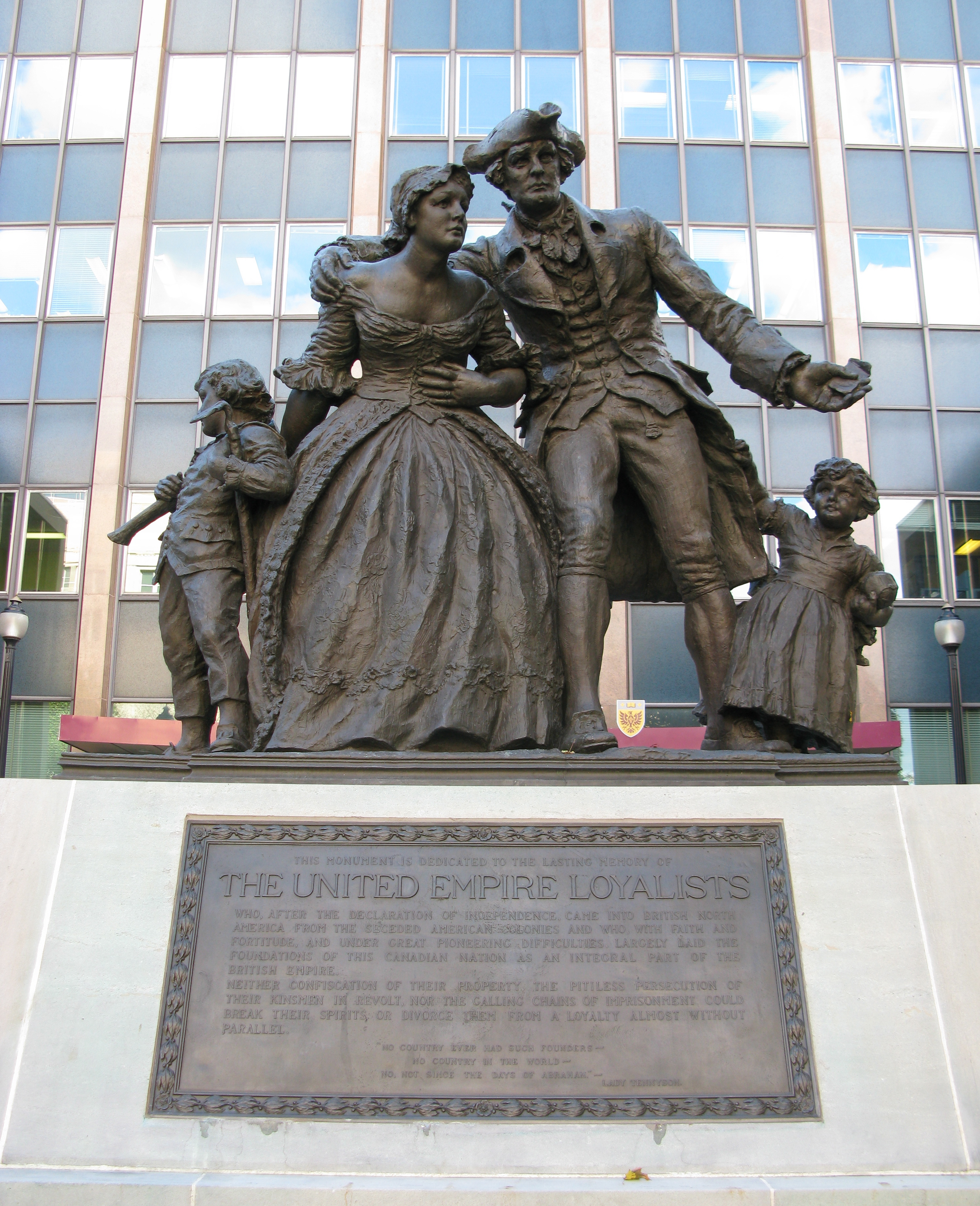
بنای یادبود سیدنی مارچ به وفاداران امپراتوری متحده در همیلتون ، انتاریو.

نشان ملی انجمن وفاداران امپراتوری متحد کانادا

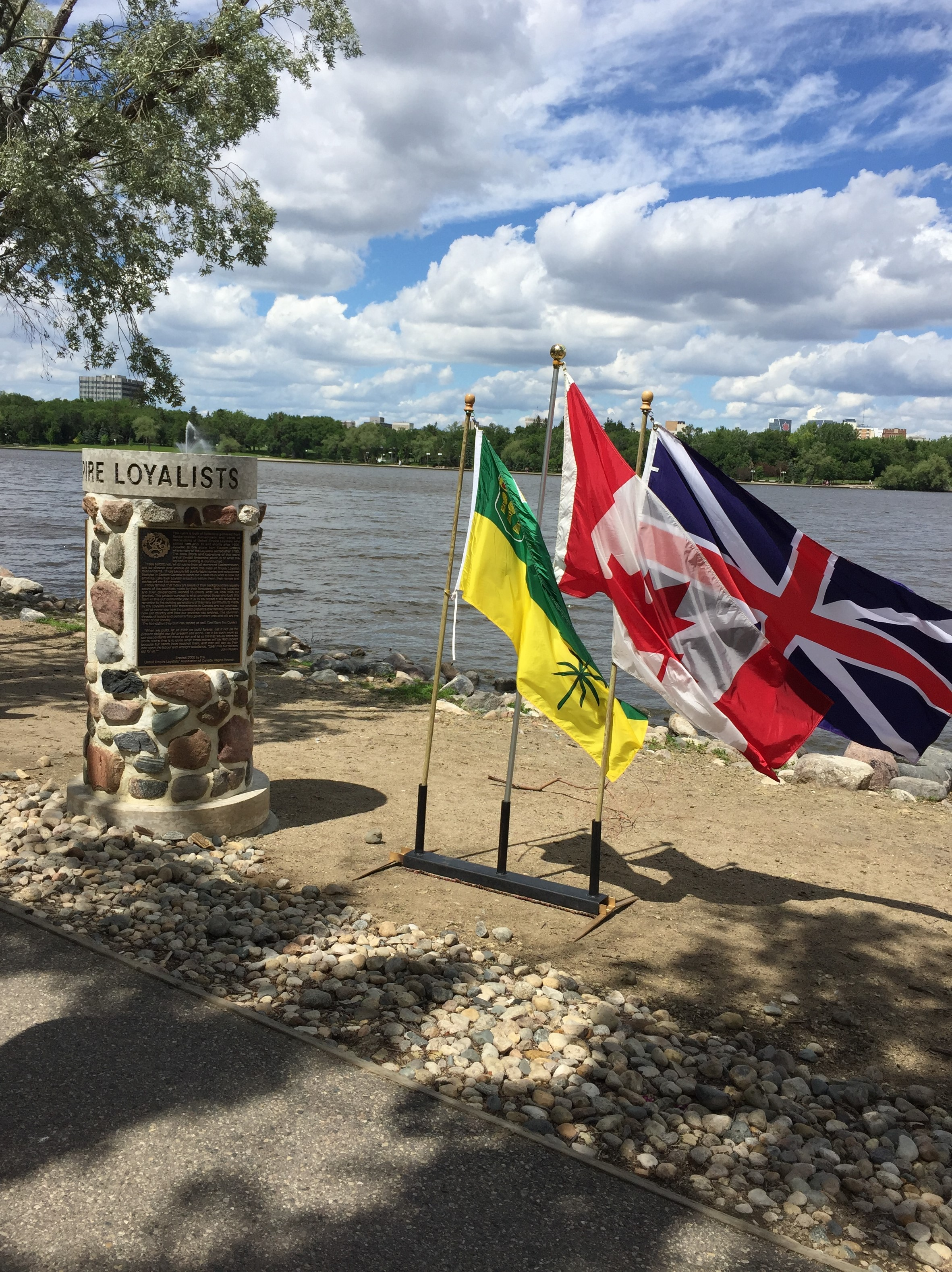
یک پرچم وفادار (پیش زمینه راست) در دخمه ای که به شهرک نشینان وفادار ساسکاچوان اختصاص داده شده است

وفاداران تاج نظامی
وفاداران کرون مدنی

## لیست شهرک های وفادار در کانادا
نامهای قرن هجدهم ابتدا در کنار معادل امروزی آنها ذکر شده است.